# Jurlai járás

A Jurlai járás a Permi határterületen

A Jurlai járás (oroszul Юрлинский район) Oroszország egyik járása a Permi határterületen. Székhelye Jurla.

## Népesség
- 2002-ben 12 162 lakosa volt, melynek 95,8%-a orosz, 3%-a komi-permják nemzetiségű.
- 2010-ben 9 614 lakosa volt, melyből 9 234 orosz, 247 komi stb.